# Ælfwine (Wells)
Ælfwine († zwischen 998 und 999) war Bischof von Wells. Er wurde 997 zum Bischof geweiht und trat sein Amt im gleichen Jahr an. Er starb zwischen 998 und 999.